# Leonhard Ursinus

Leonhard Ursinus

Leonhard Ursinus (auch: Behr; Beer, Zephyrus; * 21. Januar 1618 in Nürnberg; † 2. Februar 1664 in Leipzig) war ein deutscher Mediziner und Botaniker.

## Leben
Der Sohn des Nürnberger Bürgers und Händlers Leonhard Beer († 2. November 1632 in Nürnberg) und dessen Frau Sabina Meischner erhielt ab seinem sechsten Lebensjahr eine Ausbildung durch Privatlehrer, vor allem in der lateinischen und griechischen Sprache. Bald schickten ihn die Eltern auf die Nürnberger Lorenzschule und mit fünfzehn Jahren bezog er die Universität Altdorf. Durch den Tod des Vaters musste er seine Studien unterbrechen und stattdessen den väterlichen Handelsbetrieb mitführen.
1637 gelangte er Ostern nach Leipzig, wo er seine Studien an der Universität Leipzig fortsetzte. Im Mai 1638 wurde er Baccalaureus und im Januar 1640 avancierte er zum Magister der philosophischen Wissenschaften. So hatte er sich, wie zur damaligen Zeit üblich, die Grundlagen geschaffen, ein höherwertiges Studium zu absolvieren. 1640 entschied er sich für ein Studium der Medizin. Dazu besuchte er die Vorlesungen von Johann Nicolaus Thoming (1605–1653), Franz Kest († 1643), Johann Zeidler (1596–1645) und Johann Michelis (1606–1667).
Als seine finanziellen Mittel erschöpft waren, nahm er in Lobschütz eine Hauslehrerstelle bei einem Adligen. Bald erhielt er auf kurfürstliche Weisung eine Kollegiatenstelle am kleinen Fürstenkollegium in Leipzig, er wurde 1645 Assessor der philosophischen Fakultät. 1647 wurde er als Baccalaureus an der medizinischen Fakultät aufgenommen, war am 16. September 1652 mit der Disputation De Morbis Metallariorum Lizentiat der medizinischen Wissenschaften und promovierte am 27. Oktober 1653 mit der Disputation De Ophthalmia zum Doktor der Medizin.
1651/1652 war er Professor der Botanik geworden und stieg 1656 in die Professur der Physiologie auf. Ursinus hatte sich auch an den organisatorischen Aufgaben der Leipziger Hochschule beteiligt. So war er Prokanzler und Mitpromoter der medizinischen Fakultät, Prokanzler der philosophischen Fakultät und Präpositus des kleinen Fürstenkollegiums. In den Sommersemestern 1654 und 1658 war er Rektor der Alma Mater.
Nachdem er am 2. Februar 1664 an Katarrhalfieber gestorben war, wurde sein Leichnam am 8. Februar beigesetzt.
Seine Zeitgenossen schildern ihn als Person mit großem Wissen, der am 5. September 1661 Mitglied (Matrikel-Nr. 19) der Academia Naturae Curiosorum (Leopoldina) mit dem Namen Zephyrus I. wurde. In Leipzig hatte er den medizinischen Garten der Universität mit seltenen Kräutern und ausländischen Gewächsen neu bepflanzt und damit dessen Verfall verhindert.

## Familie
Aus seiner am 27. November 1647 geschlossenen Ehe mit Anna Magaretha, der Tochter des Leipziger Bürgers und Handelsmannes Balthasar Krause, sind vier Söhne und eine Tochter hervorgegangen. Die Söhne Johann Balthasar Beer, Gottfried Leonhard Beer und Thomas Leonhard Beer überlebten ihren Vater.

## Werke (Auswahl)
- Tulipam de Alepo sistit. Leipzig 1661
- Viridarium Lipsiense